# La Maison des poupées
Pour les articles homonymes, voir Maison de poupée (homonymie).
La Maison de poupées est un roman écrit par Ka-tzetnik 135633 publié en 1955. Il décrit le quartier de prostitution des prisonnières juives du camp d'Auschwitz durant la Seconde Guerre mondiale à la merci des soldats SS. Ce livre préfigure le genre du roman non fictionnel.

## Origines
L'origine du livre n'est pas claire. Certains disent qu'il se base sur le journal d'une jeune fille juive capturée en Pologne à l'âge de quatorze ans et contrainte à l'esclavage sexuel dans le camp de concentration allemand ou peut être de son expérience et de sa jeune sœur sous les noms de Harry et Daniella Preleshnik,,,. Traduit en français chez Gallimard sous le nom de Maison de filles, l'auteur est aussi connu sous le nom de Karol Cetynski.

## Hommages et références au livre
Dans son essai Narrative Perspectives on Holocaust Literature, Leon Yudkin prend La maison de poupées comme exemple.
- Ronit Lentin (en) en parle dans son travail, Israel and the Daughters of the Shoah[6].
- Na'ama Shik, chercheur à Yad Vashem considère le livre comme de la fiction[7].
- Joy Division le groupe britannique post-punk de 1976 à 1980, prirent leur nom en référence au livre, où les filles sont envoyées soit dans la Labor Division, soit dans la Joy Division. La chanson No Love Lost contient un court extrait du livre lu par Ian Curtis.
- Love Camp 7 (1968), considéré comme le premier film de Nazisploitation, se passe dans la Joy Division.

## Sources
- Ka-tzetnik 135633. The House of Dolls.  (ISBN 1-85958-506-X).
- Wyden, Peter. Stella: One Woman's True Tale of Evil, Betrayal, and Survival in Hitler's Germany.  (ISBN 0-385-47179-3).
- Full text in English at Archive.org